# 紫云湖站
紫云湖站，为中国安徽省合肥市肥西縣的一座规划地铁车站，工程站名周公山路站，为合肥轨道交通4号线站点。受紫云湖车辆段TOD上盖开发方案影响，车站方案暂未稳定，暂时无法动工。